# Postmortem (groupe)
Pour les articles homonymes, voir Post mortem.
Postmortem est un groupe de death metal allemand, originaire de Berlin. Le premier album du groupe, Screams of Blackness, sort en 1993. En novembre 2008, dix ans après le dernier album, le groupe sort sur War Anthem Records l'album Constant Hate produit par Andy Classen.

## Biographie

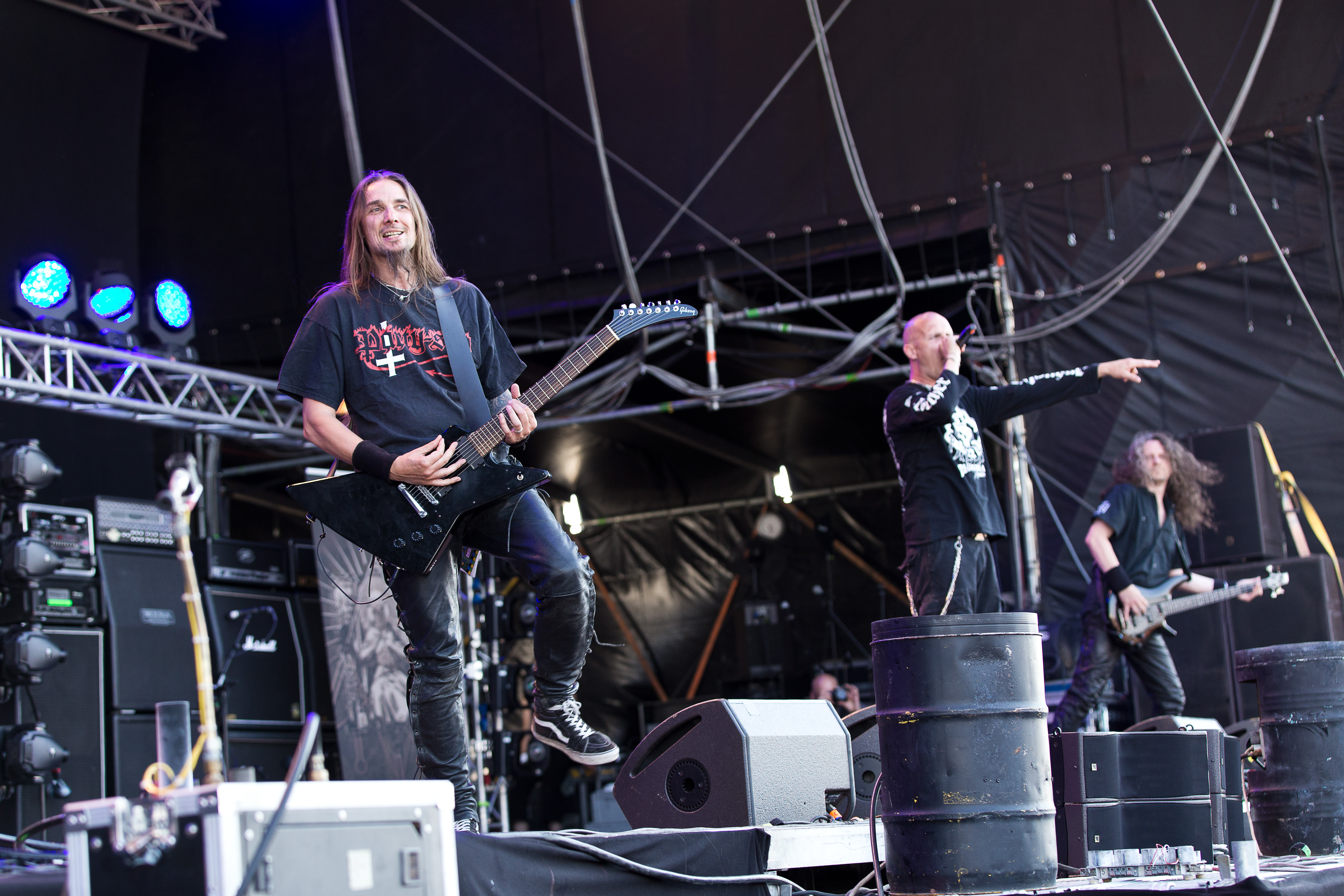
Postmortem au festival Party.San en 2016.

Le groupe se forme à la fin de 1991. Après de nombreux concerts (dont une grande tournée avec Crematory et Atrocity) et de deux démos, le groupe signe un premier contrat en 1993 avec Husky Records. Il joue de nouveau avec Crematory et dans des festivals. Le premier album du groupe, Screams of Blackness, sort en 1993. 
Après l'EP Totmacher, le groupe choisit, à la suite de quelques mésententes, le label Morbid Records qui publie les quatre albums suivants. Ils sont l'occasion d'une tournée européenne avec Morbid Angel et allemande avec Sodom ; le groupe participe à de nombreux festivals incluant notamment Wacken Open Air, With Full Force, Party.San, Dynamo Open Air, Force Attack, et Death Comes. Après l'expiration du contrat, le groupe se résigne avec Morbid Records.
En 1998, Postmortem signe un contrat avec Pavement Music pour être diffusé en Amérique. Le single Join the Figh7club est une autoproduction sous la supervision de Harris Johns. En 2004, le groupe tourne en Europe avec Pro-Pain et Carnal Forge. En 2005, il se sépare du batteur et de deux guitaristes. En 2007, dans sa nouvelle formation, Postmortem fait des concerts avec Ektomorf et Onslaught.
En novembre 2008, dix ans après le dernier album, le groupe sort sur War Anthem Records l'album Constant Hate produit par Andy Classen. Bien accueilli par les fans et la presse (le magazine Rock Hard le comptant dans sa liste des 250 meilleurs albums death metal de tous les temps) sort le 19 novembre 2010 sur War Anthem Records l'album Seeds of Devastation. L'album suit en 2011 de l'album XX, et en 2012 de l'album Bloodground Messiah.

## Style musical
Postmortem se lance comme groupe de death metal dont les paroles traitent des meurtres en série. À cette période, le groupe chante en allemand.  ses débuts, le groupe joue un metal orienté thrash metal, et non complètement death metal. Sur l'album Repulsion incorpore des éléments de death 'n' roll dans la lignée d'Entombed et Crack Up. Plus tard, les textes du groupe se consacrent aux films d'horreur, mais aussi aux problèmes sociaux. Certaines chansons, comme Can’t Stop Killing, se veulent également humoristiques. Le style musical du groupe est minimaliste et essentiellement brutal.

## Membres

### Membres actuels
- Marcus Marth - guitare (1991-2005, depuis 2006)
- Matthias « Doc Putz » Rütz - chant (1991-2005, depuis 2006), basse (1991)
- Tilo « Mr. T » Voigtländer - basse (1991-2005, depuis 2006)
- Max Scheffler - batterie (depuis 2006)

### Anciens membres
- Marko Thäle - batterie (1991-2000)
- Sven Gohdes - guitare (1991-1993)
- Dirk Olesch - guitare (1993-1995)
- Andreas « Andy » Grant - batterie (2000-2003)
- Schrod - batterie (2003-2005)
- Ekkehard « Ekki » Wolff - guitare (2003-2005)

## Discographie

### Albums studio
- 1994 : Screams of Blackness
- 1997 : The Age of Massmurder
- 1998 : Repulsion
- 2008 : Constant Hate
- 2010 : Seeds of Devastation
- 2012 : Bloodground Messiah
- 2014 : The Bowls of Wrath

### Démos
- 1991 : Secret Lunacy
- 1992 : Euthanasia Raw Mix
- 1992 : Last Aid to Die

### EPs et singles
- 1996 : Der Totmacher
- 2000 : Storm Force
- 2003 : Join the Figh7club
- 2014 : Postmortem / Tankard : Among the Dead/A Girl called Cerveza (Live) (7" Split LP)

### Compilation
- 2011 : XX